# William Spry
William Spry (ur. 11 stycznia 1864, zm. 21 kwietnia 1929) – amerykański polityk, republikanin, gubernator stanu Utah w latach 1909–1917.